# Гавелл (округ, Міссурі)
Шаблон:StateAbbr_ 36°46′ пн. ш. 91°53′ зх. д. / 36.77° пн. ш. 91.89° зх. д.
Округ  Гавелл (англ. Howell County) — округ (графство) у штаті Міссурі, США. Ідентифікатор округу 29091.

## Історія
Округ утворений 1857 року.

## Демографія
За даними перепису 
2000 року 
загальне населення округу становило 37238 осіб, зокрема міського населення було 10065, а сільського — 27173.
Серед мешканців округу чоловіків було 18001, а жінок — 19237. В окрузі було 14762 домогосподарства, 10611 родин, які мешкали в 16340 будинках.
Середній розмір родини становив 2,94.
Віковий розподіл населення поданий у таблиці:
| Стать    | До 15 років | 15-21 | 22-29 | 30-39 | 40-49 | 50-65 | 65-85 | Понад 85 |
| -------- | ----------- | ----- | ----- | ----- | ----- | ----- | ----- | -------- |
| Чоловіки | 4159        | 1798  | 1563  | 2384  | 2500  | 2983  | 2370  | 244      |
| Жінки    | 3761        | 1765  | 1732  | 2471  | 2673  | 3201  | 3070  | 564      |

## Суміжні округи
- Техас — північ
- Шеннон — північний схід
- Орегон — схід
- Фултон, Арканзас — південь
- Озарк — південний захід
- Дуглас — північний захід

## Виноски
1. ↑  U.S. Decennial Census. United States Census Bureau. Архів оригіналу за 26 квітня 2015. Процитовано 16 листопада 2014.
2. ↑  Historical Census Browser. University of Virginia Library. Архів оригіналу за 11 серпня 2012. Процитовано 16 листопада 2014.
3. ↑  Population of Counties by Decennial Census: 1900 to 1990. United States Census Bureau. Архів оригіналу за 3 грудня 2014. Процитовано 16 листопада 2014.
4. ↑  Census 2000 PHC-T-4. Ranking Tables for Counties: 1990 and 2000 (PDF). United States Census Bureau. Архів оригіналу (PDF) за 18 грудня 2014. Процитовано 16 листопада 2014.
5. ↑  State & County QuickFacts. United States Census Bureau. Архів оригіналу за 7 червня 2011. Процитовано 9 вересня 2013.(англ.) Наведено за англійською вікіпедією.
6. ↑  American FactFinder. Бюро перепису населення США. Архів оригіналу за 21 травня 2008. Процитовано 31 січня 2008.

| США | Це незавершена стаття з географії США. Ви можете допомогти проєкту, виправивши або дописавши її. |